# October Sky (banda)
No confundir con la película October Sky
October Sky es una banda de rock alternativo canadiense con origen en Montreal. Formado en 2000 por el vocalista principal Karl Raymond y el baterista Alex Racine, luego se unió el teclista Yanik Rouleau para componer la línea actual de la banda. Los bajistas Gabriel Lobato (2000 a 2007) y Andrew Walker (2007 a 2012)  tocaron para October Sky, pero se fueron por razones personales. Su sonido ha sido comparado al de Muse, Radiohead, Coldplay y U2.
Como dato curioso ll álbum The Aphotic Season (2012) fue mezclado en el legendario The Mix Room Studio en Los Ángeles, por el ingeniero de sonido Kane Churko, quien ha trabajado con artistas como Ozzy Osbourne y In This Moment. Esto fue parte de su salto hacia un sonido más electrónico y atmosférico.
Hasta la fecha, October Sky a lanzado dos álbumes de estudio: Hell Isn't My Home (2008) y The Aphotic Season (2012), y cuatro EP: October Sky EP (2006), Green and Beautiful (2010), 'Live in Montreal EP (2011), Rise (2015).

## Historia

### 2000–2005: Primeros años
October Sky se originó de los suburbios de Montreal en el año 2000, cuando amigos de la escuela secundaria Karl Raymond y Alex Racine comenzaron a tocar música hard rock juntos. Cuando el tecladista Yanik Rouleau se unió en 2004, el estilo de la música evolucionó y cambió  a una sensación más progresiva y alternativa. Poco después Yanik se unió a la banda, entró  y ganó en una batalla local del concurso de bandas llamado Exposure, entre 85 bandas. Los comentarios positivos que recibieran en el mismo incitaron a ir en un tour pequeño en áreas regionales de Quebec en el año 2005, incluyendo espectáculos en los alrededores de Montreal. Durante este tiempo, llevó a casa pero otra batalla del concurso de bandas llamado concurso Studio Sixieme Sens. El premio para el último implicó una cantidad considerable de tiempo de grabación, donde grabaron su primer EP homónimo.  Fue en el estudio Sixieme Sens que la banda aprendió las cuerdas en el registro de procedimientos y técnicas, donde les dieron la oportunidad de experimentar y empezar a definir realmente su sonido.

### 2006–2007: Primer EP
October Sky lanzó su primer EP auto-editado en 2006, destacada por el primer concierto de producción propia de la banda a una multitud de 450 fanáticos y amigos.
El siguiente gran movimiento de October Sky fue establecer un campamento en Toronto, Ontario, donde vivieron durante 8 meses, para explorar la fuerte escena musical independiente de Toronto. Descubrieron la oportunidad de participar en otro concurso, Toronto Indie Week, en el cual ellos se titularon «Top Finalist» (entre 370 bandas norteamericanas). Después de haber participado en 18 conciertos en el área metropolitana de Toronto y después de haber absorbido todo lo posible sobre la industria de la música en la ciudad más grande de Canadá, se moverían hacia atrás a Montreal para reclutar al bajista Andrew Walker a principios de 2007.
El verano de 2007 la banda gastó mucho de su tiempo escribiendo y grabando en su estudio recién construido en casa. A finales del otoño, completaron un álbum de diez pistas. El 10 de octubre de 2007, October Sky lanzó de manera independiente su primer álbum de estudio Hell Isn't My Home en el Campus Café en Montreal para una multitud de 500 fanáticos.
Poco después, la banda entró en un concurso de batallas de bandas llamado Omnium Du Rock. Terminando en segundo lugar en la final, ellos fueron abordados por uno de los jueces, un agente de la compañía TRX Distribution, con sede en Montreal.

### 2008–2009:Hell Isn't My home
October Sky firmó un acuerdo de distribución con TRX Distribution en el verano de 2008 y la banda publicó oficialmente Hell Isn't My Home el 2 de septiembre de 2008 en todas las tiendas de música en línea en Quebec y Ontario.  La banda puso en fiestas de lanzamiento del álbum para los medios de comunicación el 2 de septiembre en Cafe Campus en Montreal y 3 de septiembre en The Rivoli en Toronto.
En la promoción del álbum, la banda se embarcó en una gira canadiense de 21 shows en 16 ciudades diferentes de Sherbrooke, Quebec a Vancouver , BC desde el 18 de septiembre al 31 de octubre de 2008.
El álbum fue bien recibido por los medios de comunicación, recibiendo las reproducciones de radio en más de 20 estaciones de radio comerciales a través de Canadá. Su vídeo musical de «Hit the Ground» debutó en el número 4, por delante de Madonna y Justin Timberlake, de MusiquePlus' «Plus sur commande», un programa de televisión mostrando los vídeos musicales más solicitados de la semana. El vídeo musical fue también listas de reproducción de MuchLOUD. October Sky ganó tres premios de la revista exclusiva de Toronto para su álbum debut Hell Isn't My Home.
En el duro invierno canadiense de principios de 2009, October Sky fue invitado a tocar en dos ocasiones en el festival de Feerie des Glaces de Mont-Tremblant, Quebec, por el que se abrieron para el veterano del rock clásico Michel Pagliaro.
Más adelante ese año, TRX Distribution fue adquirida por la empresa de distribución DEP bajo Universal Music Canadá, y October Sky y Universal no lograron llegar a un acuerdo para seguir distribuyendo Hell Ins't My Home.
October Sky entró lo que decidió que sería su último concurso, llamado la Batalla Global de Bandas (por sus siglas en inglés GBOB), un concurso internacional, como su nombre indica. Ganaron las regiones finales de Montreal en mayo y pasó a participar en la final nacional canadiense en el Festival de Macadán en la ciudad de Quebec, donde tuvieron el privilegio de apertura a Alexisonfire y Bad Religion y Envol. Su victoria les llevaría a Londres para las Finales Mundiales en 2010.

### 2010–2011:Green and Beautiful EPy Europa
En enero de 2010, Octoner Sky viajó a Toronto para grabar un demo de tres canciones con el productor Brian Moncarz en Rattlebox Studios, que es propiedad de Brian y el productor ganador del Grammy David Bottrill. La demostración terminó siendo la base para el EP Green and Beautiful, lanzado el 21 de septiembre de 2010. La EP también cuenta con varios temas en vivo y un remix de «Hell Isn't My Home" de DJ Nota.
La banda tomó un viaje para actuar en El Scala en Londres, Reino Unido, en las Finales Mundiales del GBOB, compitiendo contra 18 otros países el 27 de abril de 2010.
En el verano, October Sky se les dio la oportunidad de actuar en el Osheaga Festival de una carpa acústica en asociación con War Child. En adelante, en la promoción de Green and Beautiful EP, October Sky se aventuró  a Francia y a Bélgica para una visita de 11 días en noviembre y diciembre de 2010.
La banda actuó acústicamente en un programa de televisión popular de Quebec L'echelle du talent: Zero a 1000, el cual se transmitió en V Tele en noviembre de 2011, durante su primera temporada. Se les invitó de nuevo en el espectáculo en el comienzo de la temporada siguiente como parte de «lo mejor de» serie de la primera temporada.
En marzo de 2011, October Sky estuvo durante la semana de la música canadiense en Toronto y siguió con una actuación en Club Soda, un lugar bien conocido en Montreal, donde grabaron Live in Montreal EP. Luego de un mes más tarde, la banda volvió a Londres, Reino Unido, para actuar en un escaparate de la industria de música del Reino Unido y seguidores locales, llamado Discovery 2 Showcase. Posteriormente, la banda regresó a Toronto para llevar a cabo otro escaparate como parte de North by Northeast en junio, seguido por dos actuaciones en el Festival d'ete de Beloeil, un festival de música popular en Beloeil, Quebec, incluyendo una apertura para el comediante Rachid Badouri.
La banda cruzó el Océano Atlántico para volver a embarcarse en una gira de 2 meses en Reino Unido desde mediados de septiembre hasta mediados de noviembre para desarrollar su base de fanes, con más de 20 actuaciones en más de 10 ciudades diferentes. Oficialmente lanzaron su álbum debut Hell Isn't My Home junto con su sencillo «Hit The Ground».

### 2012–presente:The Aphotic Seasony Rock Sector Records
Poco después del regreso de su gira en Reino Unido a finales de 2011,  a October Sky le ofrecieron un contrato de grabación con Rock Sector Records, un sello discográfico independiente con sede en Mánchester, con la afiliación anunciada el 2 de abril de 2012. October Sky y RSR también anunciaron la liberación del próximo álbum llamado The Aphotic Season el cual salió disponible para todo el mundo desde el 18 de junio de 2012. Andrew Walker dejó la banda poco después del anuncio pero October Sky continuó sus espectáculos en Europa sin él.
Más adelante de ese año, la banda lanzó el segundo sencillo de ese álbum llamado «Green and Beautiful» e l30 de octubre de 2012.  La misma canción utilizada para el título de su último EP, fue remezclada por el productor Luc Tellier, para colocarla nuevamente en su último disco para convertirse en una sola. Un vídeo producido y animado por Paul Kuchar de la compañía Kool Factor recibió revisiones grandes poco después de su lanzamiento. Dentro 2 semanas, el vídeo había logrado 8 800 vistas en YouTube. El vídeo se compone de animación dibujado a mano tradicional, agregando un cierto grado de profundidad en un espacio 3D.

### Rise(2015)
October Sky lanzó su EP Rise en octubre del 2015, el cual fue producido por Paul Milner.

## Discografía

### Álbumes
- 2008: Hell Isn't My Home[30]
- 2012: The Aphotic Season

### EP
- 2006: October Sky EP
- 2010: Green and Beautiful EP
- 2011: Live in Montreal EP
- 2015: Rise